# Hasseltse koffie
Hasseltse koffie ook wel Vlaamse koffie of Afzakkertje genoemd, is een koffievariant waarbij aan koffie sterke drank (doorgaans jenever) wordt toegevoegd.
Men maakt deze koffie door aan sterke koffie of espresso circa 6 ml jenever toe te voegen. In plaats van of in aanvulling op jenever wordt ook wel  Crème de cacao gebruikt. Verder wordt suiker en slagroom toegevoegd. Er bestaan allerlei varianten, met extra chocoladepoeder of schilfers, verschillende typen suiker en/of sinaasappelschillen.
De inmiddels overgenomen Hasseltse distilleerderij Fryns introduceerde aan het eind van de negentiende eeuw Fryns Hasselt Kaffee, een koffielikeur op basis van jenever en koffie-extracten, die warm en voorzien van slagroom wordt gedronken.